# Кровавый навет в Тисаэсларе

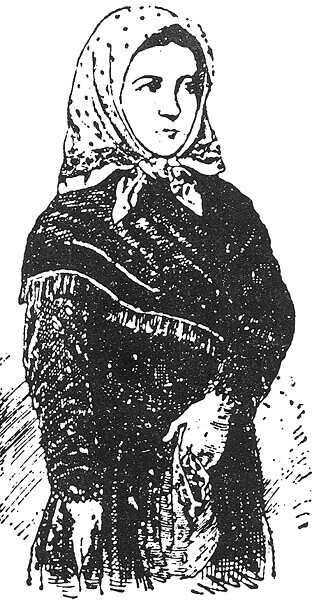
Эстер Шоймоши

Кровавый навет в Тисаэсларе (венг. tiszaeszlári vérvád), известный также как Тисаэсларское дело (венг. tiszaeszlári per), — кровавый навет на евреев и последовавший за ним судебный процесс, который положил начало развернувшейся в Венгрии антисемитской кампании в 1882 — 1883 годах.

## История обвинения
Еврейская община в венгерской деревне Тисаэслар (Tiszaeszlár), расположенной на реке Тисе, составляла 25 семей (5 % общего населения Тисаэслара). 1 апреля 1882 года, перед праздником Песах, пропала 14-летняя христианская девочка Эстер Шоймоши, служившая в доме Андраша Хури. Она была послана с поручением и не вернулась. После безрезультатных поисков был пущен слух, что девочка стала жертвой религиозных еврейских фанатиков. Функционеры под предводительством представителя Тисаэслара в венгерском парламенте Геза Оноди и члена парламента Дёзё Иштоци, основавшего позже антисемитскую партию, внесли предложение об изгнании евреев из Палаты Депутатов, настраивали население против местных евреев, что привело к серии насильственных акций и погромов. Они обвиняли евреев в убийстве девочки и использовании её крови в Песах, который проходил 4 апреля. 4 мая мать девочки обратилась к местному судье с требованием провести расследование исчезновения дочери, сделав акцент на виновности евреев в «ритуальном убийстве».

## Показания детей сторожа Шарфа
19 мая окружной суд в городе Ньиредьхаза послал в Тисаэслар судебного исполнителя Йожефа Бари для расследования заведённого судьёй дела. После задержания подозреваемых евреев и помещения их под наблюдение полиции Бари приступил к расспросам. Некоторые женщины и девочки, прельщённые деньгами и сладостями, показали, что сторож синагоги Йожеф Шарф зазвал Эстер в свой дом и резник («шохет») обезглавил её. Пятилетний сын Шарфа показал, что в присутствии его отца, старшего брата, 14-летнего Морица, и нескольких других мужчин шохет сделал надрез на шее девочки и при помощи Морица собрал её кровь в посуду. Все подозреваемые, включая Шарфа и Морица, отрицали какую-либо причастность или осведомлённость об исчезновении девочки и её предполагаемом убийстве. 19 мая Шарф и его жена были арестованы. Вечером того же дня Мориц был передан комиссару безопасности Речки. Он поместил его в своё отделение в Тисанадьфалу, где судебный клерк Пецей должен был проследить за безопасностью мальчика. Пецей, крупный мужчина, отсидевший в тюрьме 12 лет за убийство, очевидно помогал Речки сделать из Морица инструмент для классического обвинения в кровавом навете.
Запуганный мальчик сознался, что после утренней субботней службы его отец заманил Эстер в свой дом с просьбой убрать подсвечники, хотя любая работа запрещена евреям по субботам, а проживавший у него нищий еврей Германн Волльнер провёл девочку в вестибюль синагоги, где напал на неё. После того, как она была раздета, два резника, Абрахам Буксбаум и Леопольд Браун, привели её к третьему резнику, Саламону Шварцу, который большим ножом сделал надрез на её шее и собрал её кровь в большой горшок. Эти трое, соискатели на вакантную должность наставника и шокета, прибыли в Тисаэслар для выполнения субботних ритуалов и, по словам мальчика, задержались в синагоге после утренней службы. Всё это Мориц, по его «признанию», наблюдал сквозь замочную скважину в двери синагоги. За 45 минут такого наблюдения он также видел, как шею девочки замотали тряпкой и одели её тело. При этом, по его словам, присутствовали Самуэль Люстиг, Абрахам Браун, Лазар Вайштейн и Адольф Юнгер. Получив такое «признание», Речки и Пецей немедленно послали за Йожефом Бари, которому Мориц повторил свои показания, добавив, что после того, как те оставили место преступления, он запер синагогу, чтобы не нашли ни труп, ни кровавые следы. Бари с рвением продолжил поиски в синагоге и еврейских домах, а также среди могил, но нигде не нашёл никаких следов исчезнувшей девочки. Двенадцать евреев были арестованы по подозрению к причастности к убийству, а Мориц помещён в тюрьму.

## Обнаружение трупа и первая судебно-медицинская экспертиза
18 июня из реки Тисы около деревни Дада было извлечено тело, которое, по словам районного врача, могло принадлежать 14-летней девочке. В левой руке погибшая сжимала платок со светло-голубой краской, такой же, которую в день исчезновения купила Эстер. Многие опознали в ней Эстер Шоймоши. Тем не менее её мать решительно отрицала, что это труп Эстер, хотя после она узнала одежду своей дочери. Группа экспертов, в которую входили два медика — хирурги Трайтлер и Киш, а также кандидат на врачебную должность Хорват, заявили, что труп принадлежит женщине от 18 до 20 лет, которая умерла от восьми до десяти дней назад, согласно степени растяжения половых органов имела многочисленные половые связи с мужчинами, и никогда не занималась тяжёлой работой, так как кожа и ногти покойной удивительно нежные и ухоженные. Все эти положения не соответствовали тому, что покойницей была Эстер. Тело было похоронено на католическом кладбище в Тисаэсларе. После этого группа антисемитов, среди которых был городской католический священник, распространили утверждение, что это тело было привезено евреями и облечено в одежды Эстер Шоймоши, чтобы скрыть ритуальное убийство. Нескольких плотогонов, нашедших тело, склонили побоями отказаться от предыдущих показаний и заявить вместо этого, что неизвестная еврейка дала им эти одежды, которые они надели на это тело. Были проведены новые аресты — плотогонов Янкеля Смиловича и Давида Гершко, а также Амзеля Фогеля, и дело, получившее к тому времени известность, приобрело новый размах.

## Предъявление формальных обвинений
29 июля 15 людям были предъявлены формальные обвинения. Саламон Шварц, Абрахам Буксбаум, Леопольд Браун и Германн Волльнер были обвинены в убийстве, Йожеф Шарф, Адольф Юнгер, Абрахам Браун, Самуэль Люстиг, Лазарь Вайштейн и Эмануэль Тауб — в добровольном содействии преступлению, Ансельм Фогель, Янкель Шмилович, Давид Гершко, Мартин Гросс и Игнац Клейн — в подстрекательстве к убийству и краже тела. Задержка в производстве дела была вызвана преимущественно тем, что ряд составленных Бари актов были признаны неправильными, тем, что он проводил расследования без государственного юридического лица, записывал показания без свидетелей, истязал обвиняемых и подозреваемых. По правительственному указанию Мориц Шарф был отдан под наблюдение районного судебного пристава, который поместил его под попечительство надзирателя Хентера и таким образом изолировал от контактов с защитниками и другими евреями. Мориц находился под абсолютным влиянием обвинителей, готовившим его к признаниям, которые ему следовало сделать на суде.
Защиту обвинённых проводил Карой Этвёш (Károly Eötvös), журналист и член Палаты Депутатов, с которым работали адвокаты Б. Фридманн, Шандор Фунтак, Макс Секей из Будапешта и Игнац Хойманн из Ньиредьхазы. В петиции к министру юриспруденции Паулеру Этвёш протестовал против системы пыток, практиковавшейся Бари, Речки и Пецеем, но этот протест не возымел должного эффекта. Дело настолько затянулось, что государственный исполнитель Кожма из Будапешта направился в Ньиредьхазу в сентябре, чтобы его ускорить.

## Протест Лайоша Кошута
Затянувшийся процесс привлёк общее внимание. В стране проходила массовая агитационная кампания с памфлетами, пытавшаяся склонить общественное мнение в сторону виновности обвиняемых. Бывший президент Венгрии Лайош Кошут, находившийся в то время в изгнании в Турине, поднял свой голос за осуждение произвола властей и опротестовал раздуваемые предубеждения против евреев. Он говорил, что подозрения в ритуальных убийствах — это позор для Венгрии, что представлять убийство, которое в худшем случае мог сделать один человек, как расовое или ритуальное преступление — это недостойно современной цивилизации. Этот глас негодования признанного лидера освободительного движения контрастировал с яростными предубеждениями и преследованиями, прокатившимися по всей стране и имевшими отголоски в Палате Депутатов. Обращения депутата Эрнё Мезеи к министру юстиции в ноябре 1882 года имели последствия. В Ньиредьхазу был послан генеральный поверенный Хаваш, который выяснил, что, несмотря на официальное сообщение судьи, обвиняемые ни разу не были выслушаны. Он распорядился освободить некоторых из заключённых, но, ощутив мощные препятствия своим попыткам ускорить дело, он подал в отставку, которая была охотно принята.

## Эксгумация трупа Эстер и вторичная экспертиза
В середине ноября жена Йожефа Шарфа была выпущена на свободу, тогда как её муж и другие обвиняемые находились в заключении. Найденное в Тисе тело было по требованию адвокатов эксгумировано 7 декабря и повторно освидетельствовано тремя профессорами медицины будапештского университета (венг. Eötvös Loránd Tudományegyetem) — Шентхауэром, Белки и Михалковичем. Они посчитали мнение предыдущей группы экспертов лишённым научной основы, а позже, перед судом, обвинили их в дремучем невежестве, опровергнув все основные пункты их заключения: о возрасте погибшей, о возможном времени смерти, о состоянии органов, ногтей и кожи.
Показания единственного обвинителя — малолетнего Морица, сына шохета Шарфа, — были так сбивчивы и противоречивы, что суд единогласно вынес всем обвиняемым оправдательный приговор. Жалоба на это постановление ни к чему не привела, и высший в Венгрии суд утвердил приговор.
17 июня 1883 года в Ньиредьхазе началась последняя часть слушания дела. Председателем был судья Ференц Корнишш, государственным поверенным — Эдуард Сейфферт. Хотя единственной основой обвинения были свидетельские показания Морица Шарфа, суд провёл 30 заседаний для расследования дела во всех деталях и заслушал много свидетельских показаний. Отзыв о судебно-медицинских экспертизах для процесса выдал венский профессор судебной медицины, один из основателей её как научного направления Эдуард фон Гофман, подтвердив результаты второй экспертизы и указав на вопиющее отсутствие специальных судебно-медицинских знаний у авторов первой. Явные противоречия в показаниях мальчика, несмотря на его тщательный инструктаж, и ложность его обвинений, выявленные при проведении следственного эксперимента в Тисаэсларе 16 июля, привели к единогласному оправданию обвиняемых 3 августа. Салай, адвокат вдовы Шоймоши, в своей речи, полной горечи и брани, выступил против решения, но верховный суд отверг его апелляцию и подтвердил решение окружного суда.

## Последствия процесса
Оправдательный вердикт и освобождение заключённых, большинство из которых находились в тюрьме 15 месяцев, послужило сигналом к беспорядкам в Пресбурге (Братиславе), Будапеште и других городах Венгрии. Спекуляторы, толпившиеся и скандалившие около здания суда во время заседаний, среди которых наиболее заметным был Оноди, представитель Тисаэслара в Палате депутатов, оскорбляли заключённых и угрожали свидетелям и адвокатам.
Кровавый навет в Тисаэсларе был одним из наиболее заметных в Европе в конце XIX века. Он послужил оправданием кровавых погромов в Венгрии в 1919—1921 годах. В 1920-х — 1940-х годах его использовали венгерские и немецкие нацисты.
Немецкий писатель Арнольд Цвейг написал драму «Ритуальное убийство в Венгрии» (1914).